# الهجيرة (أحور)

تعديل مصدري - تعديل

الهجيرة هي إحدى قرى عزلة أحور بمديرية أحور التابعة لمحافظة أبين، بلغ تعداد سكانها 27 نسمة حسب تعداد اليمن لعام 2004.